# Dercas
Dercas is een geslacht van vlinders uit de familie van de witjes (Pieridae).
De wetenschappelijke naam van het geslacht werd in 1847 gepubliceerd door Edward Doubleday.

## Soorten
- Dercas gobrias (Hewitson, 1864)
- Dercas lycorias (Doubleday, 1842)
- Dercas nina Mell, 1913
- Dercas verhuelli (van der Hoeven, 1839)